# صاروخ كابح

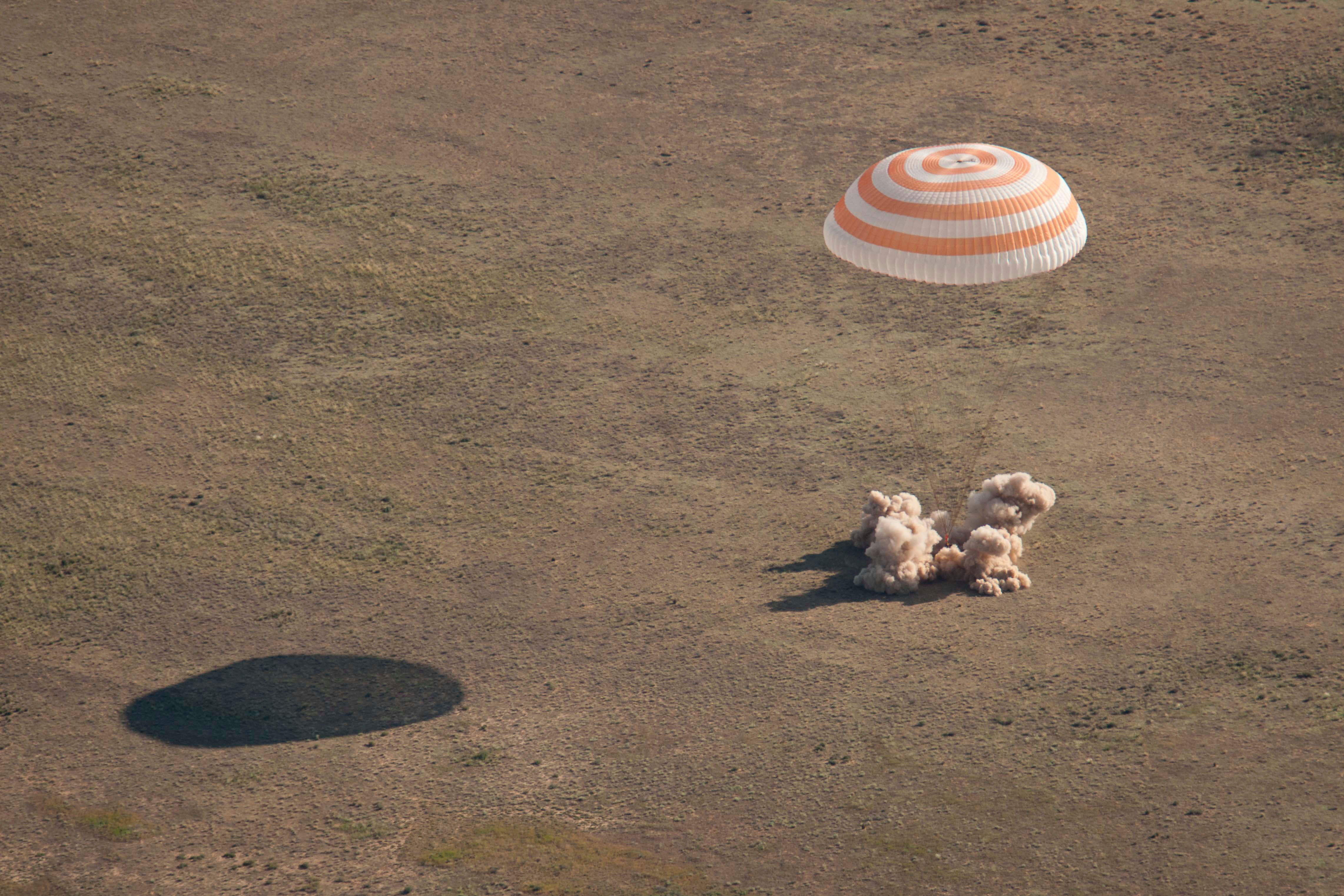
المركبة الفضائية سويوز كبسولة الفضاء بصاروخ كابح لتخفيف أثر الهبوط

الصاروخ الكابح هو محرك صاروخي يعطي دفعًا معاكسًا لاتجاه حركة المركبة مما يجعلها تتباطأ، ويستخدم غالبًا في المركبات الفضائية وبعض الطائرات الهابطة على مدرج قصير.